# Durchblicker
Die durchblicker GmbH (ehemals Yousure Tarifvergleich GmbH) ist ein 2009 gegründetes Unternehmen mit Sitz in Wien, die seit 2010 ein Preisvergleichsportal für die Bereiche Versicherungen, Finanzen, Energie und Telekommunikation mit dem Namen durchblicker.at betreibt und als Makler, Berater in Versicherungsangelegenheiten, Vermögensberater und Vermittler von Energielieferverträgen tätig ist.
durchblicker.at ist dabei der mit Abstand bekannteste Online-Versicherungsanbieter Österreichs und marktführend beim Thema Strom- und Gasanbieterwechsel.

## Geschichte
Ursprünglich wollten die Gründer eine Direktversicherung aufbauen, sind jedoch unter anderem aufgrund der Großen Rezession an der Finanzierung gescheitert und konnten nur ihre Idee für einen niederen sechsstelligen Eurobetrag verkaufen. Daraufhin haben sie sich entschieden, mit dem Erlös ein Vergleichsportal zu gründen. Am 28. Oktober 2009 wurde die Yousure Tarifvergleich GmbH als Start-up-Unternehmen in der Rechtsform einer GmbH gegründet, im Februar 2010 ging die Website durchblicker.at online.
2017 konnte das Unternehmen zum ersten Mal einen Gewinn erzielen.
Laut einer unabhängigen Studie von Ernst & Young aus dem Jahr 2019 ist durchblicker.at der mit Abstand bekannteste Online-Versicherungsanbieter Österreichs mit einem Bekanntheitsgrad von 67 %. 30 % der Befragten gaben zudem an, das Portal auch bereits genutzt zu haben. Die Bekanntheit von durchblicker.at als Marke lag im Jahr 2018 bei über 80 %.
2020 wurde das Portal vom Magazin Trend auf Platz 11 der besten Start-ups Österreichs gewählt. Zugleich gab das Unternehmen bekannt, zehn Millionen Zugriffe pro Jahr zu verzeichnen.
Derzeit werden laut eigener Aussage 27 Vergleichsmöglichkeiten angeboten.
Laut eigener Aussage will das Unternehmen auch in Zukunft nicht außerhalb Österreichs expandieren.

## Unternehmen
Die Yousure Tarifvergleich ist zu 45,23 % im Besitz einer US-Investmentfirma, die restlichen Anteile sind auf Privatpersonen verteilt:
| Anteil  | Gesellschafter                    | Rechtsform          |
| ------- | --------------------------------- | ------------------- |
| 45,23 % | Firma White Mountains Investments | Sonstige Rechtsform |
| 16,70 % | Johann Hansmann                   | Privatperson        |
| 16,70 % | Reinhold Baudisch                 | Privatperson        |
| 16,70 % | Michael Doberer                   | Privatperson        |
| 2,81 %  | Hans Henning Quast                | Privatperson        |
| 1,48 %  | Martin Scheriau                   | Privatperson        |
| 0,38 %  | Christoph Gelbmann                | Privatperson        |

Das Unternehmen übt dabei folgende Gewerbe aus:
- Namhaftmachung von Personen, die an der Vermittlung von Versicherungsverträgen interessiert sind, an einen Versicherungsvermittler oder ein Versicherungsunternehmen unter Ausschluss jeder einem zur Versicherungsvermittlung berechtigten Gewerbetreibenden vorbehaltenen Tätigkeit.
- Versicherungsvermittlung in der Form Versicherungsmakler und Berater in Versicherungsangelegenheiten im Sinne des §94 Z76 GewO.
- Gewerbliche Vermögensberatung ohne Berechtigung zur Vermittlung von Lebens- und Unfallversicherungen im Sinne des §94 Z75 GewO.
- Vermittlung von Verträgen über die Versorgung mit elektrischer Energie und/oder Gas zwischen Energieversorgungsunternehmen und Endverbrauchern im Sinne des § 7 ELWOG bzw. § 6 GWG.

Für den Endverbraucher ist die Nutzung kostenfrei. Das Unternehmen finanziert sich über Provisionen aus den vermittelten Geschäften. Damit machte das Vergleichsportal im Jahr 2018 einen geschätzten Umsatz von knapp 4,3 Mio. Euro. In bisher drei Finanzierungsrunden konnte ein „hoher siebenstelliger Eurobetrag“ lukriert werden.
Die Yousure Tarifvergleich GmbH ist laut eigener Aussage an keinem Versicherungsunternehmen beteiligt.